# Jeux du Commonwealth Écosse
Jeux du Commonwealth Écosse , en anglais Commonwealth Games Scotland (CGS) ou Team Scotland, est l’organisme qui est responsable du mouvement des Jeux du Commonwealth dans la nation constitutive du Royaume-Uni.
L'Écosse ne possède pas de comité national olympique puisque les quatre nations sont réunis sous la bannière de l 'association olympique britannique (Team GB).
Commonwealth Games Scotland est l'organe principal du sport du Commonwealth en Écosse et il est composé des organes directeurs écossais des 28 sports des Jeux du Commonwealth. Il est responsable de la sélection, de la préparation et de la direction de l’équipe écossaise aux Jeux du Commonwealth et aux Jeux de la Jeunesse du Commonwealth. L'organisme est charge de représenter la nation auprès des instances des jeux du Commonwealth et de préparer la délégation des athlètes aux compétitions. Elle collabore également avec l'agence nationale Sport Scotland qui est elle l'organisation nationale chargée de développer et de promouvoir le sport et l'activité physique en Écosse. 
Le Pays de Galles est l’un des six pays à avoir participé à tous les Jeux du Commonwealth depuis 1930. Édimbourg est devenue la première ville à organiser les Jeux à deux reprises en 1970 et 1986, ainsi que la première ville à accueillir les Jeux de la jeunesse. L'Écosse a accueilli les Jeux pour la troisième fois avec les Jeux de Glasgow en 2014.